# Witalij Jarema
Witalij Jarema, ukr. Віталій Григорович Ярема (ur. 14 października 1963 w m. Strokowa) – ukraiński milicjant i polityk, generał porucznik milicji w stanie spoczynku, poseł do Rady Najwyższej VII kadencji, pierwszy wicepremier (2014), prokurator generalny Ukrainy (2014–2015).

## Życiorys
W 1987 ukończył szkołę milicyjną w Królewcu, a w 1991 studia w Narodowej Akademii Spraw Wewnętrznych Ukrainy w Kijowie. Od 1983 funkcjonariusz ukraińskiej milicji, w której doszedł do stopnia generała porucznika. Był m.in. zastępcą i pierwszym zastępcą dyrektora departamentu śledczego w ukraińskim MSW, a w międzyczasie dyrektorem wydziały spraw wewnętrznych w Kolei Lwowskiej. W latach 2005–2010 stał na czele kijowskiej milicji.
Jednocześnie angażował się w działalność polityczną. W latach 2006–2008 zasiadał w kijowskiej radzie miejskiej z ramienia Naszej Ukrainy. W latach 2012–2014 sprawował mandat posła do Rady Najwyższej VII kadencji z listy Batkiwszczyny.
27 lutego 2014, po wydarzeniach Euromajdanu, objął stanowisko pierwszego wicepremiera do spraw resortów siłowych w rządzie Arsenija Jaceniuka. 19 czerwca 2014 Rada Najwyższa zwolniła go z funkcji wicepremiera i na wniosek prezydenta Ukrainy Petra Poroszenki wybrała na stanowisko prokuratora generalnego Ukrainy. Odwołano go z tej funkcji 10 lutego 2015.